# Caffè Vergnano
 (juin 2020).
Si vous disposez d'ouvrages ou d'articles de référence ou si vous connaissez des sites web de qualité traitant du thème abordé ici, merci de compléter l'article en donnant les références utiles à sa vérifiabilité et en les liant à la section « Notes et références ».
Caffè Vergnano est une entreprise italienne active dans le marché du café. Elle a été fondée à Chieri en 1882 par Domenico Vergnano.

## Histoire
L'entreprise a été fondée en 1882 à Chieri, une petite ville au pied de la colline de Turin.[réf. nécessaire]
En juin 2021, Coca-Cola HBC annonce l'acquisition d'une participation de 30 % dans Caffè Vergnano pour un montant non dévoilé.

## Aspect environnemental
En 2015, l'entreprise ne fabrique plus que des capsules biodégradables pour l'ensemble de la gamme.

## Procès contre Nestlé
En 2012, Nestlé lance une procédure judiciaire contre Caffè Vergnano mais échoue. L'accusation de vol des brevets commerciaux et d'utilisation illégale de l’appellation E'spresso 1882 pour les capsules a été rejetée. La cour constate dans son jugement l’absence de violation de brevets ou du droit des marques. Le slogan de Caffé Vergnano est également conforme au niveau légal, relève le tribunal. L’entreprise italienne est cependant contrainte de modifier la mention « compatible avec les machines Nespresso » par « capsules compatibles avec les machines produites par Nespresso Citiz, Lattissima, Pixie et Essenza ».